# École supérieure angevine en informatique et productique
Die École supérieure angevine en informatique et productique (ESAIP) ist eine französische Ingenieurhochschule, die 1987 gegründet wurde.
Die Schule bildet Ingenieure in zwei Fachbereichen aus: Digitaltechnik, Risikomanagement und Umwelt.
Die ESAIP befindet sich in Saint-Barthélemy-d’Anjou in der Nähe von Angers sowie in Aix-en-Provence und ist eine private, staatlich anerkannte Hochschuleinrichtung von allgemeinem Interesse. Die Schule ist Mitglied der Conférence des grandes écoles (CGE).